# Dolmen de la Bie
Le dolmen de la Bie, appelé aussi Pierre-Levée de la Dehors ou Pierre de la Pie ou encore Pierre de l'Abbie, est situé au Rochereau dans la Vienne.

## Protection
Le dolmen est classé par arrêté du 10 septembre 1945.

## Description
Le dolmen est en ruines. À l'origine, il comportait peut-être un péristalithe. Toutes les dalles sont en grès. La monumentale table de couverture mesure 6,40 m  de long sur 5 m de large. Elle reposait encore sur six orthostates en 1968 mais il n'en reste désormais plus que trois dont deux encore debout délimitant l'angle ouest de la chambre. Ils mesurent respectivement 1,75 m et 1,50 m de long pour 1,40 m et 1,30 m de hauteur, avec une épaisseur moyenne comprise entre 0,30 m et 0,50 m. Les autres blocs gisant épars au sol correspondent probablement à des débris des autres piliers.
On ne connaît aucun matériel archéologique associé au site.